# Кингсбери, Джина
Джи́на Ки́нгсбери (англ. Gina Kingsbury; род. 26 ноября 1981, Ураниум-Сити, Саскачеван) — канадская хоккейная нападающая, тренер и функционер. Двукратная олимпийская чемпионка 2006 и 2010 годов. Трёхкратная чемпионка мира 2001, 2004 и 2007 годов. В настоящее время генеральный менеджер «Торонто Скептерс» и сборной Канады.

## Статистика
| Легенда | Легенда                    | Легенда | Легенда                   | Легенда | Легенда    |
| ------- | -------------------------- | ------- | ------------------------- | ------- | ---------- |
| И       | Количество проведённых игр | Штр     | Штрафное время            | +/−     | Плюс-минус |
| Г       | Голы                       | П       | Голевые передачи          | О       | Очки       |
| -       | Статистика неизвестна      | —       | Статистика не учитывалась |         |            |

### Клубная карьера
- Для некоторых сезонов возможно, что в «Регулярном сезоне» учитывается статистика игрока совместно с Плей-офф.

## Достижения
| Год        | Команда              | Достижение         | Достижение |
| ---------- | -------------------- | ------------------ | ---------- |
| 2007, 2008 | Калгари Овал Экстрим | Чемпионка WWHL (2) |            |

| Год  | Команда              | Достижение                          | Достижение |
| ---- | -------------------- | ----------------------------------- | ---------- |
| 2007 | Калгари Овал Экстрим | Обладательница Кубка Эбби Хоффман   |            |
| 2008 | Калгари Овал Экстрим | Обладательница «Морин Мактир Трофи» |            |

| Год              | Команда | Достижение                            | Достижение |
| ---------------- | ------- | ------------------------------------- | ---------- |
| 2001, 2004, 2007 | Канада  | Чемпионка мира (3)                    |            |
| 2005, 2008, 2009 | Канада  | Серебряный призёр чемпионата мира (3) |            |
| 2006, 2010       | Канада  | Олимпийская чемпионка (2)             |            |

| Год  | Команда              | Достижение            | Достижение |
| ---- | -------------------- | --------------------- | ---------- |
| 2009 | Калгари Овал Экстрим | Лучший снайпер WWHL   |            |
| 2009 | Калгари Овал Экстрим | Лучший ассистент WWHL |            |
| 2009 | Калгари Овал Экстрим | Лучший бомбардир WWHL |            |

## Комментарии
1. ↑  Приз, вручаемый победителю чемпионата Esso Women's Nationals.
2. ↑  Приз, вручаемый команде, занявшей третье место в чемпионате Esso Women’s Nationals.